# José Sanjenís Perdomo
José Sanjenís Perdomo fue un policía cubano bajo las órdenes de Fulgencio Batista, que se exilió en Estados Unidos tras la ascensión de Fidel Castro al poder. Como agente de la CIA entregó listados de gente afín a Batista en la que Estados Unidos pudiera confiar. Posteriormente dirigió la versión cubana de la Operación 40. Apareció finalmente como testigo del asesinato de John Lennon.

## Miembro de la Brigada 2506
Para la Invasión de Bahía de Cochinos, Sanjenís Perdomo fue adscrito a la fuerza de policía de la Brigada 2506, en la Operación 40. Trabajó cercanamente a Frank Sturgis, su controlador, quien con posterioridad sería relacionado con varios escándalos como el asesinato de John F. Kennedy, escándalo Watergate y otros. Sturgis fue usado en la fase de inteligencia de la Operación Mangosta haciendo vuelos de reconocimiento sobre las zonas de interés. Sanjenís llegó a ser el director cubano residente de la Operación 40.

## Supuesta muerte
En 1974 Frank Sturgis avisó de la muerte por causas naturales de Sanjenís pero jamás se le notificó a su familia en Cuba.

## Asesinato de John Lennon
Curiosamente el portero suplente del Edificio Dakota donde vivía John Lennon era José Sanjenís Perdomo. José Perdomo era el portero en el Dakota el lunes 8 de diciembre de 1980, la noche que Lennon fue asesinado. Él estaba en la escena del crimen, y él fue el que acusó a Mark Chapman de haber disparado. Uno de los policías que efectuó el arresto, Peter Cullen, no creyó que Chapman había disparado a Lennon. Cullen creía que había sido otra persona en el Dakota, pero Perdomo convenció a Cullen que había sido Chapman. Chapman más tarde diría que estaba drogado e hipnotizado.
Jim Gaines describe a Perdomo como un "Cubano anticastrista" que discutió con Chapman acerca de la Invasión de Bahía Cochinos y el Asesinato de John F. Kennedy. He acá un resumen:

Cuando [el fotógrafo Paul] Goresh se fue, Chapman tenía solo al portero nocturno del Dakota, José Perdomo, como compañía. José era un exiliado anticastrista, y discutieron acerca de la invasión de Bahía Cochinos y el asesinato de John F. Kennedy.
James R. Gaines, People Magazine, March 2, 1987, "In the Shadows a Killer Waited," p 64; el artículo comienza en la p 50